# TuS Geretsried

Logo des TuS Geretsried

Der TuS Geretsried ist ein Sportverein aus dem oberbayrischen Geretsried.

## Geschichte
28 Personen gründeten den Turn- und Sportverein am 12. April 1949, der zuerst aus der Fußball-Abteilung bestand. Das erste Fußballspiel und den ersten Sieg (4:3) gab es am 16. Juni desselben Jahres gegen den Patenverein TSV Schäftlarn. Im 1966 eröffneten Isaraustadion fand 1968 der Leichtathletik-Länderkampf der Frauen zwischen Deutschland und Frankreich statt, 1971 gab es dann noch einen Länderkampf der Frauen, diesmal zwischen Deutschland und Rumänien. 1974 verzeichnete der TuS schon fast 1.900 Mitglieder, jetzt sind es etwa 2.300.

## Abteilungen
- Badminton: Badminton wird im TuS Geretsried seit 1970, damals noch als Unter-Abteilung der Volleyballer, gespielt. Seit 1974 ist sie eigenständig.[3]
- Basketball: Die Basketball-Abteilung wurde 1991 gegründet.
- Eissportabteilung: Die Eissportabteilung wurde 1961 gegründet und ist seit Sommer 2006 inaktiv beim TuS Geretsried.[4]
  - Die Eishockey-Frauenmannschaft, die in der Saison 1986/87 gegründet wurde, spielte lange Jahre in der Fraueneishockey-Bundesliga und wurde dabei 1993 Deutscher Meister und dreimal Vizemeister (1999 – 2001) bis zur Auflösung 2001, als die Mannschaft komplett zum SC Riessersee umzog.
  - Die Senioreneishockeymannschaft spielte zeitweise in der 2. Bundesliga mit und spielte zuletzt 2005/06 in der Bayernliga.
  - Die Nachwuchsmannschaften holten mehrfach den Bayerischen Meistertitel und spielten um den Deutschen Meistertitel mit.
  - Mitte 2006 wurde die Eissportabteilung aus dem TuS Geretsried ausgegliedert. Deren Mitglieder gründeten einen neuen Verein, den ESC Riverrats Geretsried.
- Eiskunstlauf: 1984 als eigenständige Abteilung gegründet, wurde der Eiskunstlauf 1989 in die Eissport-Abteilung eingegliedert. Seit 2006 startet die Eiskunstlaufsparte ebenso unter dem Dach des ESC Riverrats Geretsried.
- Fußball: Fußball war die erste Sportart, die man beim TuS spielen konnte. Heimatstadion der Fußballer und auch einiger anderer TuS-Sportler ist das 1966 eröffnete Isaraustadion. Die Erste Mannschaft der Herren spielt in der Saison 2023/24 in der Landesliga Südost.
- Handball: Die Gründung der Handball-Abteilung fand 1952 als vierte Abteilung statt.
- Koronarsport: Seit 1987 gibt es eine eigene Abteilung für Koronarsport. Sport mit Herzkranken erfordert allerdings ständige Überwachung durch Ärzte. Sieben Ärzte erklärten sich bereit und so konnte eine eigene Abteilung gegründet werden. Beim 10-jährigen Jubiläum dieser Abteilung 1997 zählte man schon 75 Mitglieder.
- Leichtathletik: 1966 wurde die Leichtathletikabteilung gegründet.
  - Zu den Länderkämpfen 1968 und 1971 im Isaraustadion konnte man zahlreiche Stars wie Heide Rosendahl in Geretsried begrüßen.
- Schach: Die Schach-Abteilung war die dritte Abteilung beim TuS (Gründung: 1951). Durch sie entstand an heimischen Schulen Schach-AGs. Solche Schulmannschaften, aber auch andere Teams feierten einige regionale und auch nationale Meistertitel (z. B. deutscher Schulschachmeister).
- Tischtennis: 1958 schloss sich eine Tischtennis-Abteilung dem TuS an.
- Turnen: 1951 wurde die Turnabteilung gegründet. Derzeit ist die Turnabteilung mit knapp 1000 Mitglieder die größte Abteilung. Viele Gruppen wie der Reha-Sport, Kampfsport, Fitnesssport und Kinder- und Jugendtanz sind neben den klassischen Turngruppen (Kinderturnen, MuKi, Leistungsturnen, Senioren und Erwachsenensport) in der Turnabteilung zu finden.
- Ultimate Frisbee: seit 2023 hat der Verein eine eigene Sparte mit Mannschaften in allen drei Divisionen Open, Frauen und Mixed.
- Volleyball: 1970 wurde die Volleyball-Abteilung aus der Taufe gehoben. Ab Oktober 2006 gibt es die Möglichkeit Beachvolleyball zu spielen.